# U-motor

U-motor är en ovanlig motorkonstruktion som i princip består av två kompletta raka motorer med var sin vevaxel. Dessa kopplas samman via kedjor eller genom en växellåda för att ge en gemensam drivlina.
Ett exempel på U-motorer är Ettore Bugattis U-16 som tillverkades av Duesenberg i USA under namnet King-Bugatti U-16. Den var avsedd för första världskrigets primitiva 
stridsflygplan och en 37 mm pipa kunde monteras i ett hål genom vevaxeln.
En marindiesel med form som en U-motor patenterades 1979, men patentet har aldrig utnyttjats.

## Kvadratmotor
En kvadratmotor är ett specialfall av U-motor. Den har fyra cylindrar (två raka 2-cylindersmotorer bredvid varandra). Motortypen har främst förekommit på motorcyklar. 